# Schleusensiedlung (Anderten)

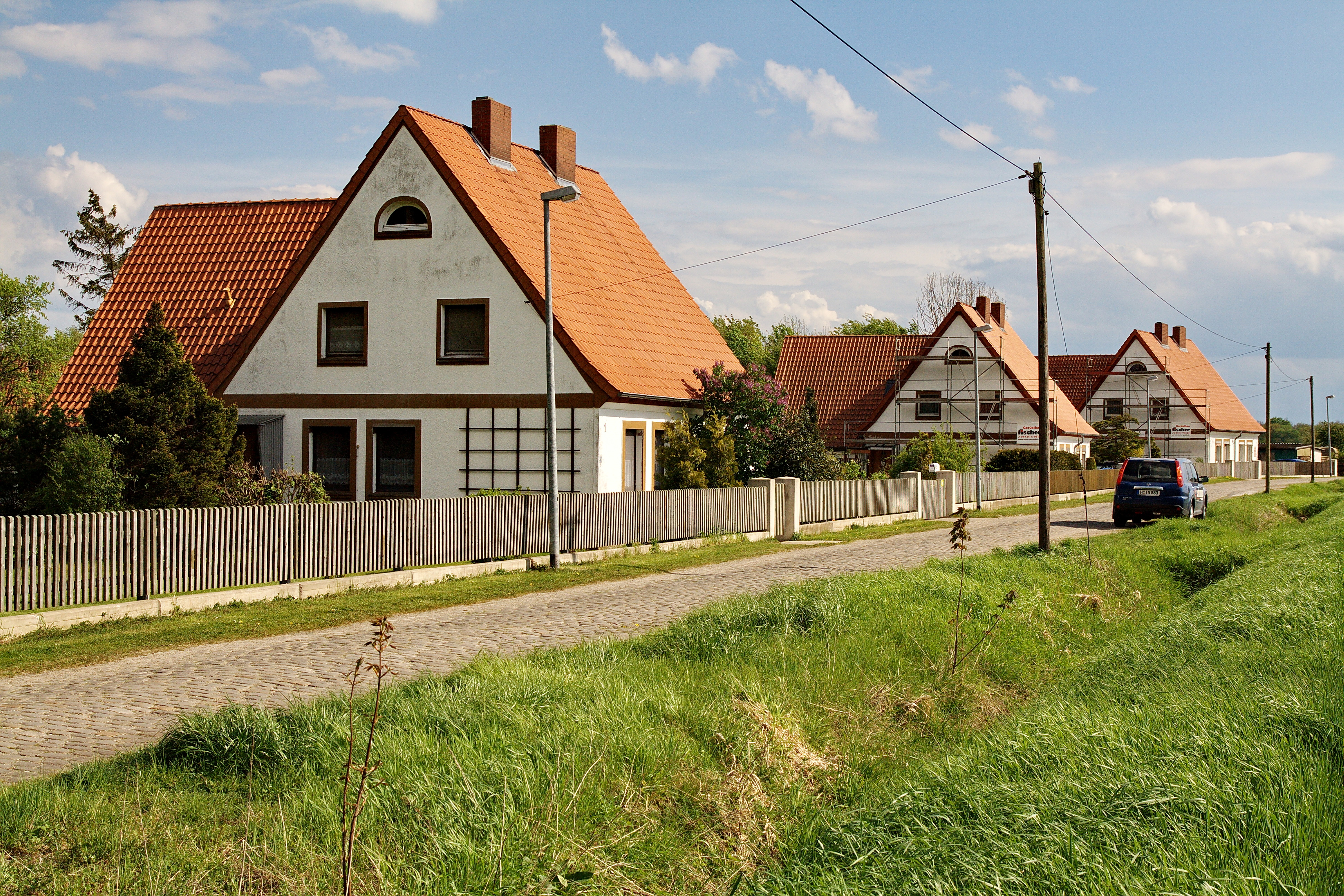
Drei Doppelhäuser der Schleusensiedlung

Die Schleusensiedlung Anderten ist eine zum Stadtteil Anderten gehörende Siedlung in der Landeshauptstadt Hannover in Niedersachsen.

## Beschreibung
Die Siedlung liegt außerhalb des Stadtteils Anderten zwischen dem Mittellandkanal und landwirtschaftlich genutzten Flächen. Nördlich davon befinden sich die Schleuse Anderten und der Südschnellweg, der dort über den Mittellandkanal hinwegführt.  
Erbaut wurden drei der vier Doppelhäuser der Siedlung in den Jahren 1920 und 1921. Bis zur Eröffnung der Schleuse im Jahr 1928 wurden die Gebäude von am Bau beteiligten Ingenieuren der Schleuse bewohnt, danach von Schleusenwärtern des Abstiegsbauwerkes. Es sind acht Doppelhaushälften, die heute unter Denkmalschutz stehen. Sie sind als schlichte Putzbauten mit steilen Satteldächern ausgeführt, wobei nur die Fenster hervorgehoben sind. Drei Bauten haben einen fast quadratischen Grundriss. Ein Doppelwohnhaus hat einen traufständigen Wohntrakt mit seitlichen giebelständigen Flügeln.

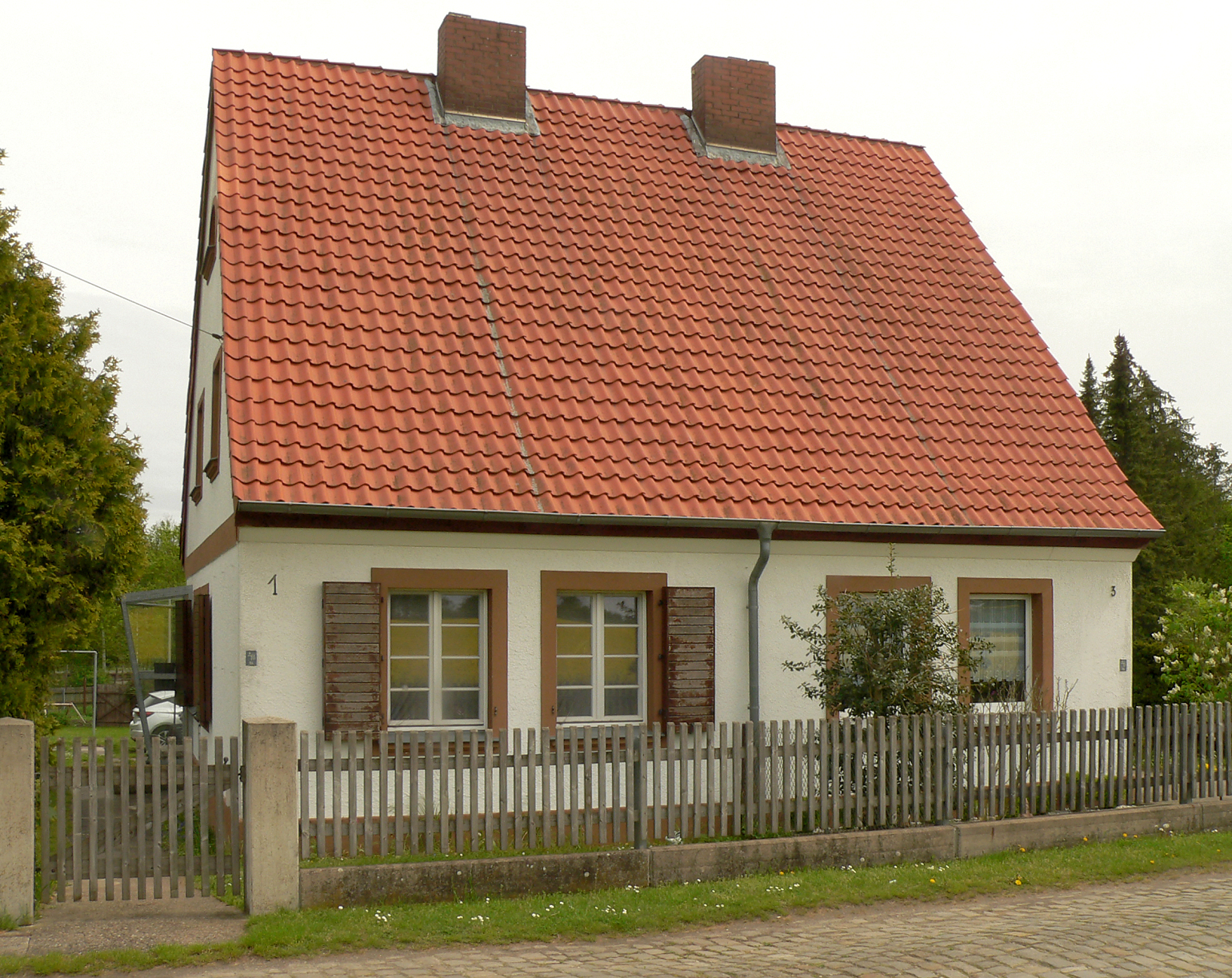
Doppelhaus Wendersche Goge 1[1] und 3
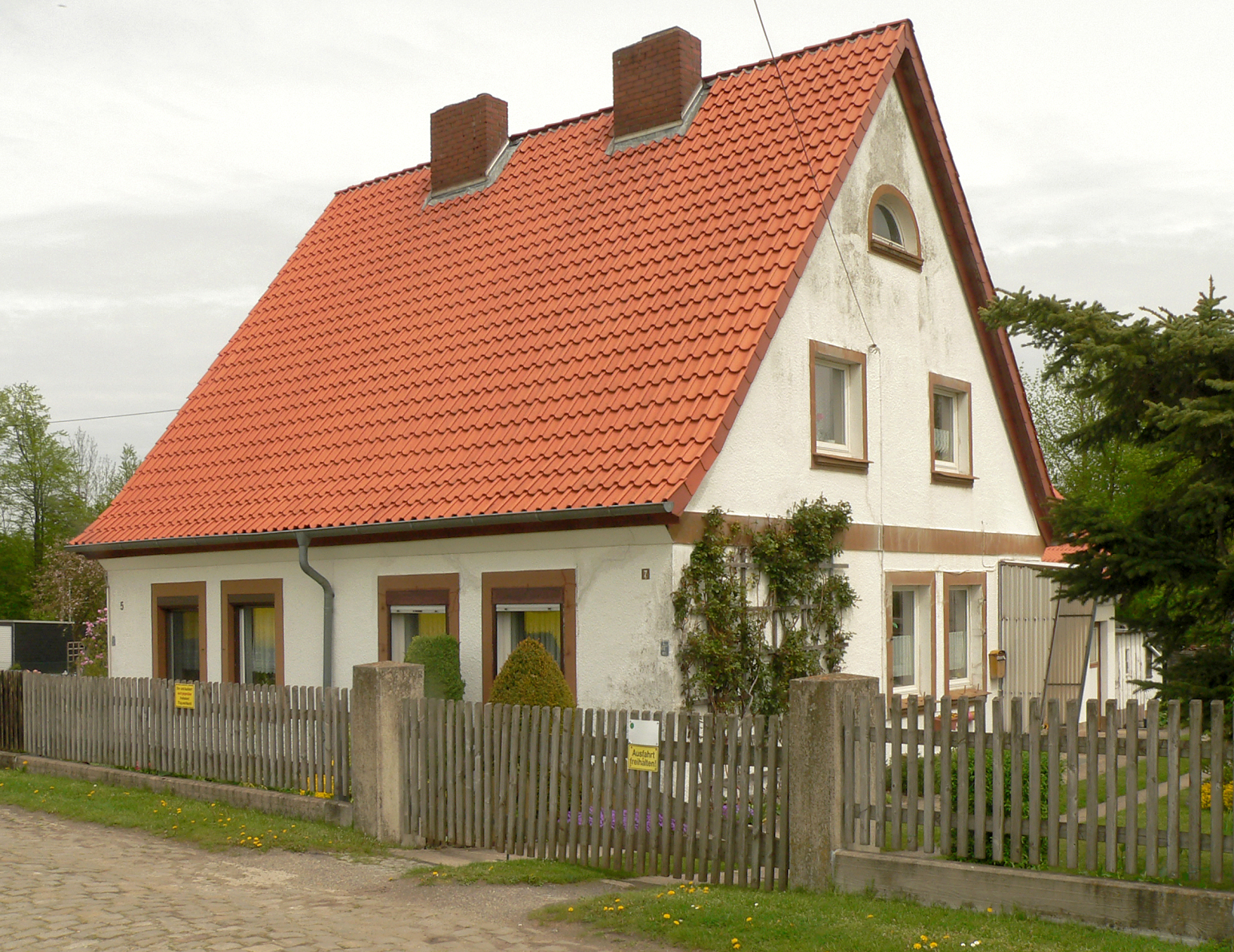
Doppelhaus Wendersche Goge 5[3] und 7
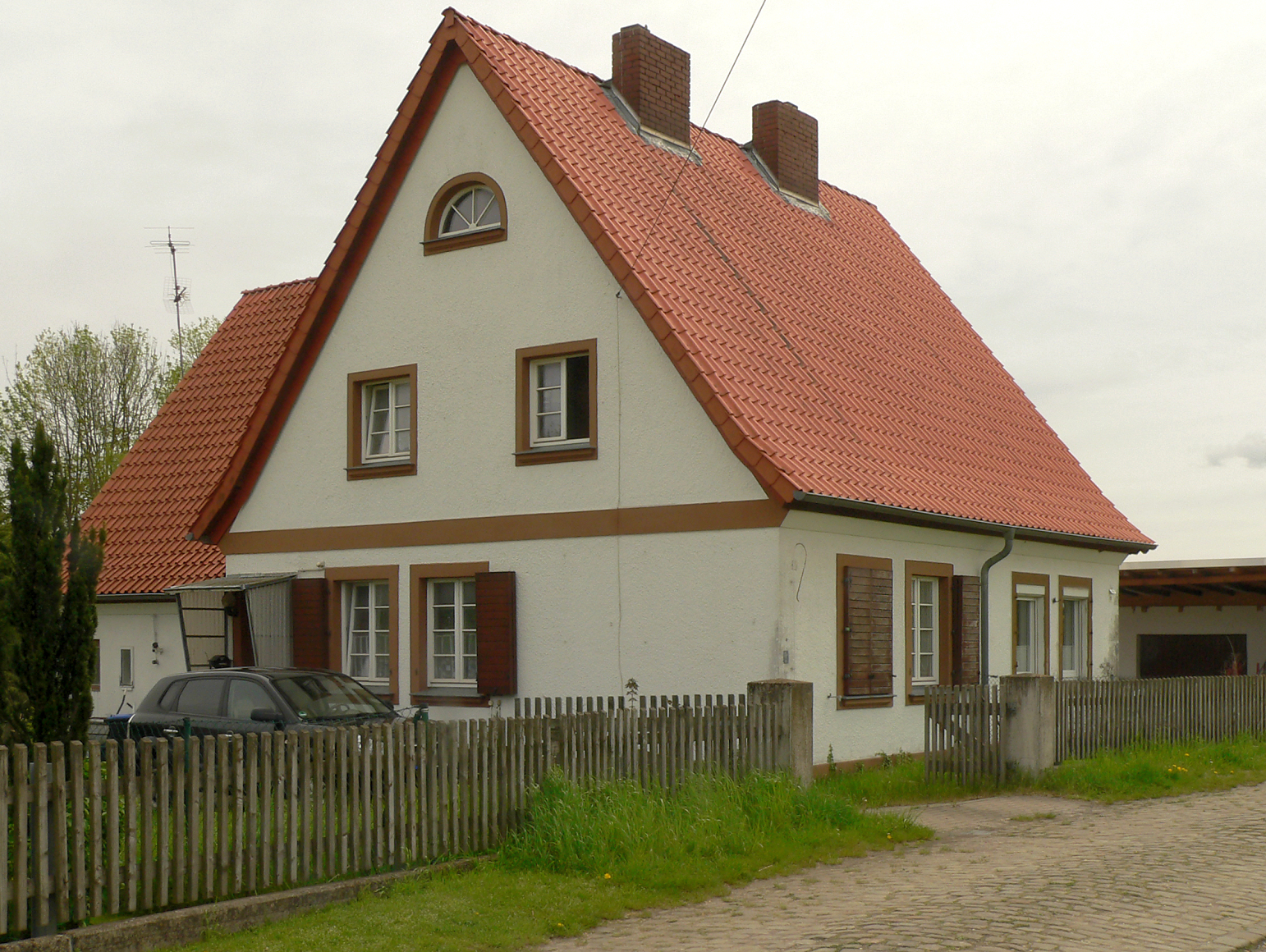
Doppelhaus Wendersche Goge 9[5] und 11
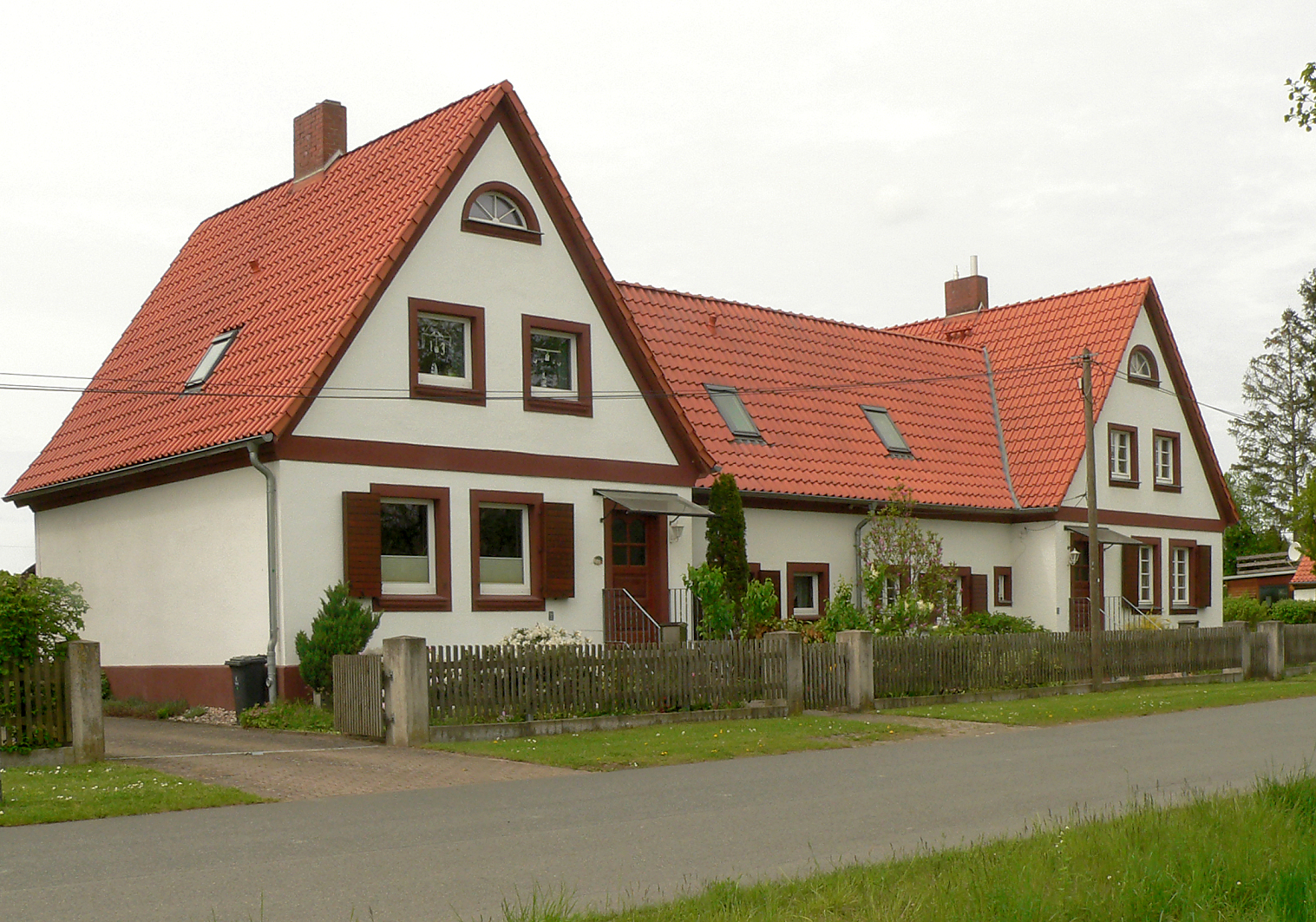
Doppelhaus Gaimweg 26[7] und 28